# Aulolaimus costatus
Aulolaimus costatus är en rundmaskart som beskrevs av Andrassy 1967. Aulolaimus costatus ingår i släktet Aulolaimus och familjen Aulolaimidae. Inga underarter finns listade i Catalogue of Life.